# Místico
Luis Ignascio Almanza Urive Alvirde (ur. 22 grudnia 1982) – meksykański wrestler występujący w CMLL pod pseudonimem Caristico, a w innych federacjach pod pseudonimem  Místico, Sin Cara i Myzteziz.

## Przeszłość
Místico walczył wcześniej w federacjach lucha libre na terenie Meksyku, z czego w jednej z największych – CMLL, do której powrócił w 2016 roku. Poza występami w Meksyku Mistico walczył też w Japonii.

## Kariera w WWE

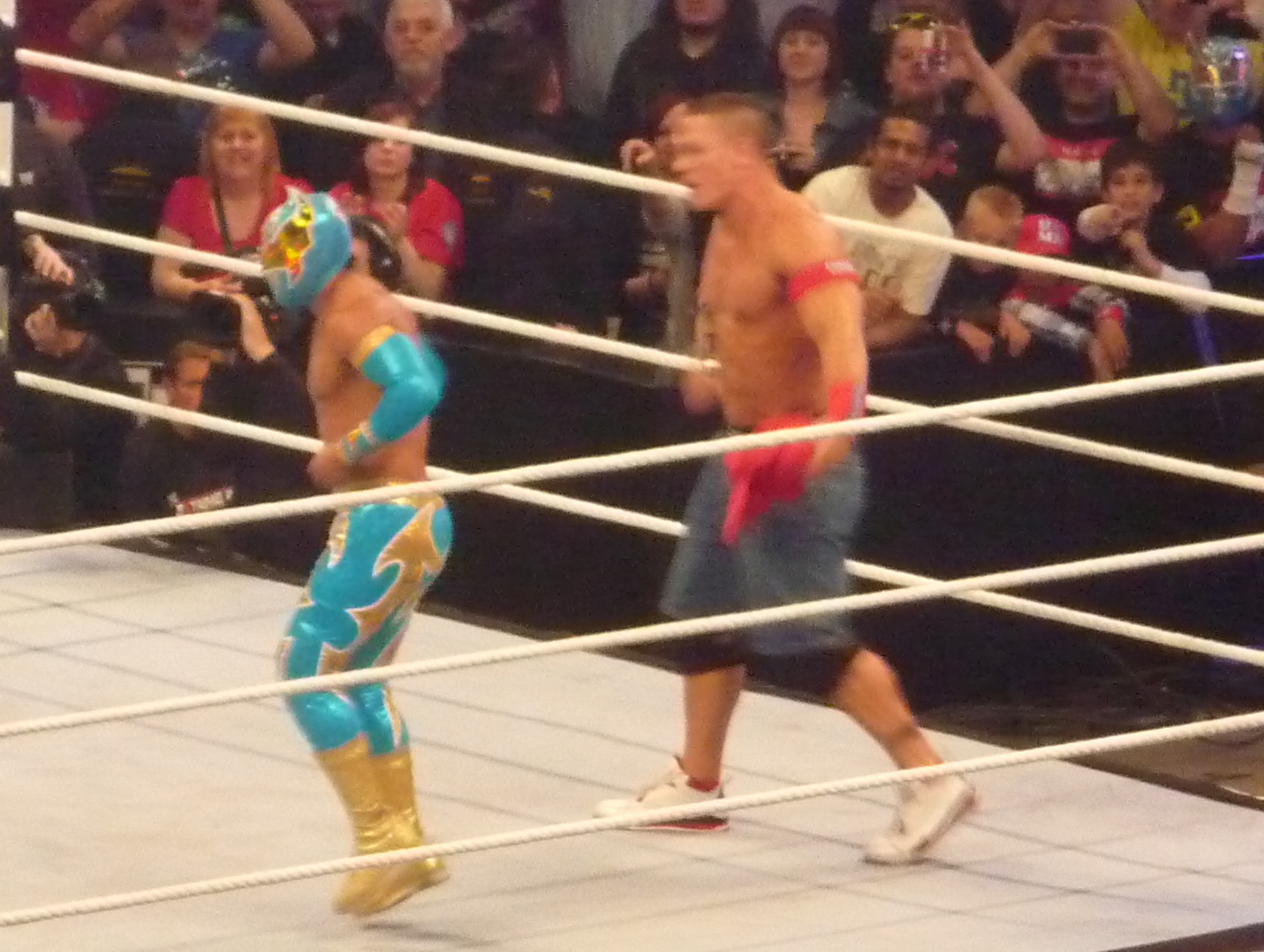
Sin Cara i John Cena na RAW

30 stycznia 2011 Magazine SuperLuchas potwierdził, że Urive podpisał kontrakt z WWE. 24 lutego w WWE odbyła się konferencja prasowa w Meksyku dot. wprowadzenia Urive pod nowym gimmickiem, Sin Cara, co oznacza „Bez twarzy”. 25 marca 2011 Sin Cara zadebiutował w WWE na RAW w Assembly Hall w Champaign, Illinois, pokonując Primo. 28 marca WWE ogłosiła, że Sin Cara będzie miał swój telewizyjny debiut 4 kwietnia. Sin Cara zaatakował mistrza Stanów Zjednoczonych Sheamusa, ratując byłego mistrza Daniela Bryana. W tym samym tygodniu na SmackDown Sin Cara zaatakował Jacka Swaggera. 11 kwietnia na Raw Sin Cara pokonał Primo. W następnym tygodniu w Londynie Sin Cara współpracował z Johnem Ceną, by pokonać mistrza WWE The Miza i Alexa Rileya.

### SmackDown (po 2011)
Podczas WWE Draft 2011 Sin Cara został przeniesiony na SmackDown, gdzie po raz pierwszy wystąpił jako część rosteru 29 kwietnia, zwyciężając Jacka Swaggera. Sin Cara następnie rozpoczął storyline z Chavo Guerrero. Ich feud zakończył się na Over the Limit, gdzie Urive wygrał. Sin Cara zaczął wtedy walczyć z Danielem Bryanem przeciw Cody’emu Rhodesowi i Tedowi DiBiase. 1 lipca na gali SmackDown Sin Cara został pokonany przez Christiana.
17 lipca Sin Cara uczestniczył w drugiej gali Money in the Bank, ale nie zdołał wygrać meczu, ponieważ opuścił ring z powodu kontuzji. Następnego dnia WWE ogłosiła, że Sin Cara został zawieszony na 30 dni. Postać Sin Cary powróciła 12 sierpnia na SmackDown, jednak była grana przez zawodnika z FCW – Jorge Ariasa (lepiej znanego jako Incognito lub Hunico), bo Urive nadal odbywał swoje zawieszenie. Urive wrócił do WWE 20 sierpnia. 26 sierpnia odnotowano, że Urive został wysłany do domu z tapingu SmackDown, a Arias ponownie pojawił się w telewizji jako Sin Cara. „Faceless” zaatakował Daniela Bryana.
Na tapingu SmackDown z 16 września Urive powrócił jako oryginalny Sin Cara, konfrontując się z „oszustem”. 19 września na RAW, oryginalny Sin Cara miał zmierzyć się z Codym Rhodesem, ale przed rozpoczęciem meczu został zaatakowany przez „oszusta”. W następnym tygodniu Arias przedstawił swój nowy, czarny strój. Konflikt trwał aż do Hell in a Cell, gdzie Urive wygrał. W celu odróżnienia ich od siebie, WWE zaczęła używać nazw Sin Cara „Azul” (niebieski) i Sin Cara „Negro” (czarny). Po przegranej z mistrzem WWE Alberto Del Rio 7 października, Sin Cara „Azul” został ponownie zaatakowany przez Sin Carę „Negro”. Rywalizacja doprowadziła ich do meczu „Mask vs. Mask”, gdzie Sin Cara „Azul” zwyciężył, demaskując Sin Carę „Negro”. Zdemaskowany Sin Cara „Negro” zmienił gimmick na Hunico i kontynuował rywalizację z Sin Carą. 20 listopada na gali Survivor Series, Sin Cara i Hunico byli po przeciwnych stronach w dziesięcioosobowym Tag-Team matchu, z którego Sin Cara został wyeliminowany po odniesieniu kontuzji, gdy wyskakiwał poza ring. Później ogłosił, że doznał pęknięcia ścięgna rzepki, które wymaga operacji i wyeliminuje go z akcji na sześć do dziewięciu miesięcy. Powrócił na SmackDown 1 czerwca 2012 roku w nowym, czerwonym stroju. Na Money in The Bank 2012 miał szansę zdobyć walizkę dla pasa wagi ciężkiej, jednak mu się to nie udało. Zaczął współpracować w tag teamie z Reyem Mysterio. Na Night of Champions 2012 miał szansę zdobyć pas Intercontinental Championship w Fatal-4-Wayu w walce z Reyem Mysterio, Codym Rhodesem i The Mizem, lecz pas zachował The Miz. W 2014 roku Ignascio Alvirde został zwolniony, a jego miejsce jako Sin Cara zajął Hunico.

## Osiągnięcia

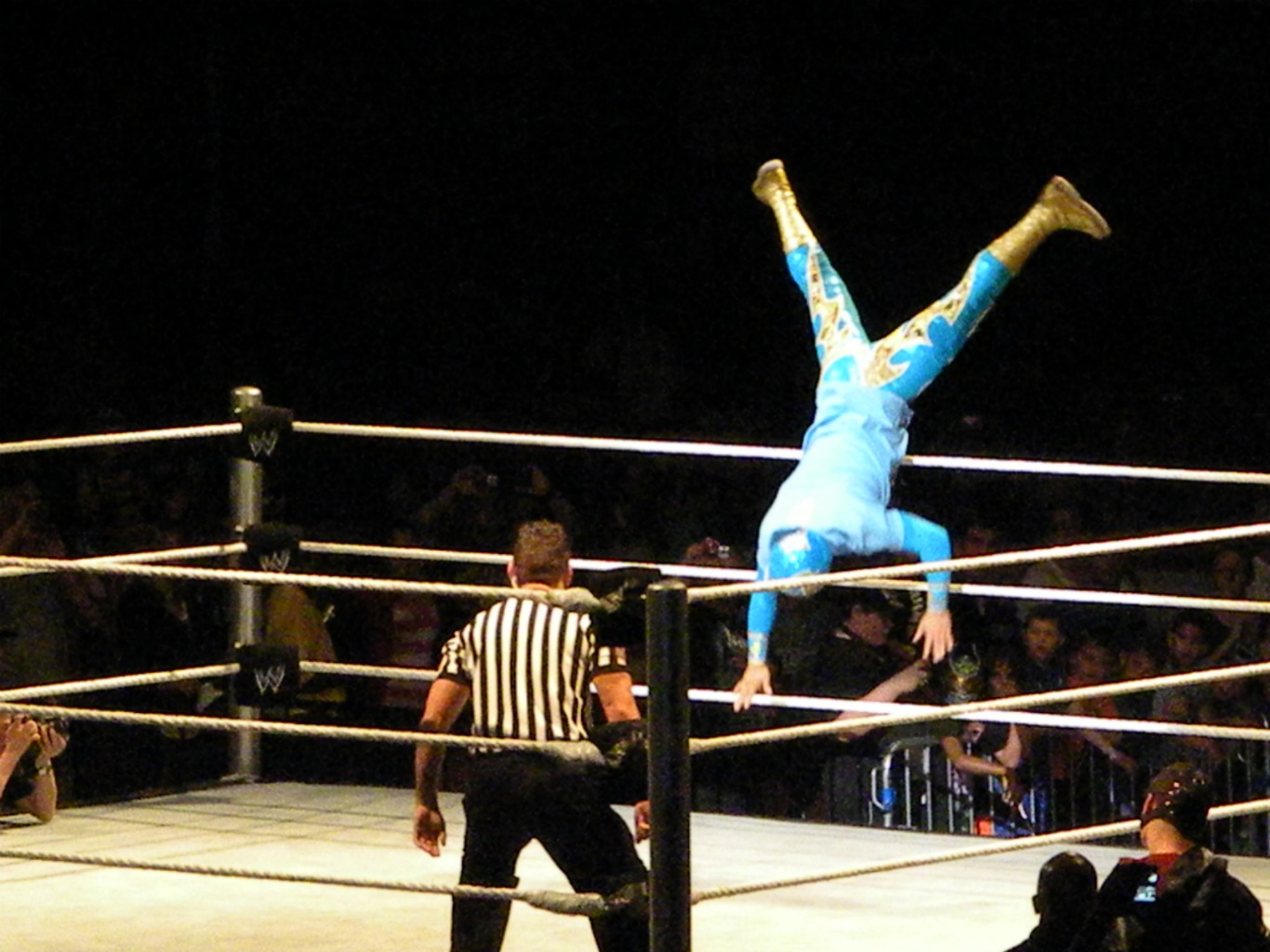

### Consejo Mundial de Lucha Libre
- 4x CMLL World Tag Team Championship – z Negro Casas'em (2) i Héctorem Garza (2)
- 1x CMLL World Welterweight Championship
- 1x Mexican National Light Heavyweight Championship
- 2x NWA World Middleweight Championship
- Torneo Gran Alternativa (2004, 2007)
- Leyenda de Plata (2006-2008)

### Festival Mundial de Lucha Libre
- 1x FMLL World Championship

### International Wrestling Revolution Group
- 1x IWRG Intercontinental Super Welterweight Championship

### New Japan Pro Wrestling
- 3x IWGP Junior Heavyweight Championship

### World Wrestling Enternainment (WWE)
- Slammy Award for Double Vision Moment of the Year (2011) – z Sin Carą Negro

### Pro Wrestling Illustrated
- PWI uznało go za 3. z 500 najlepszych pojedynczych wrestlerów 2007 roku

### Universal Wrestling Entertainment
- Trofeo Bicentenario (2010)

### Nagrody Wrestling Observer Newsletter
- Best Box Office Draw (2006)
- Best Box Office Draw of the Decade (2000–2009)
- Best Flying Wrestler (2006, 2007)
- Wrestler of the Year (2006)